# Coryphodon
Coryphodon (від грецького κορῦφὴ, «точка», і ὀδοὺς, «зуб», що означає загострений зуб) — вимерлий рід пантодонтів родини Coryphodontidae.
Корифодон був пантодонтом, членом першої у світі групи великих ссавців. Він мігрував через сучасну північну частину Північної Америки, замінивши Barylambda, більш раннього пантодонта. Вважається предком роду Hypercoryphodon з Монголії пізнього еоцену.
Корифодон відомий за багатьма зразками в Північній Америці й значно менше в Європі, Монголії та Китаї. Це корифодонтид малого або середнього розміру, який відрізняється від інших представників родини зубними характеристиками.

## Опис

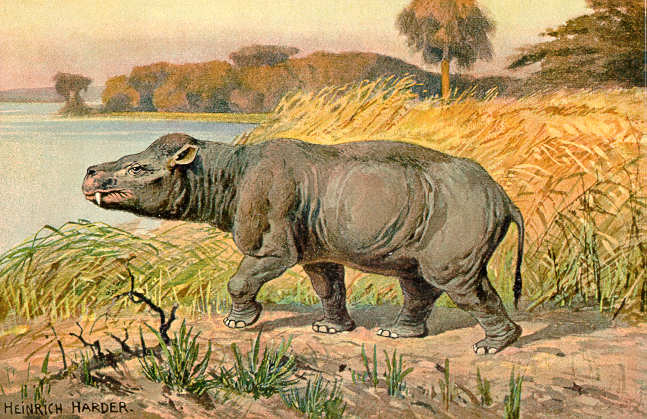
Художнє представлення зовнішності

Приблизно 1 метр у висоті плечей і 2.5 метра в довжину корифодон є одним із найбільших відомих ссавців свого часу. Істота була дуже повільною, з довгими верхніми кінцівками та короткими нижніми, які були необхідні для підтримки її ваги. Однак корифодон, здається, не потребував особливого захисту, оскільки більшість відомих хижаків того часу були значно меншими за корифодон. Корифодон мав одне з найменших співвідношень мозок/тіло серед усіх ссавців, живих чи вимерлих, маючи мозок вагою лише 90 грамів при вазі тіла ≈ 500 кілограмів. Оцінки маси тіла Coryphodon значно відрізнялися. На основі регресійного аналізу копитних Uhen & Gingerich 1995 оцінив середню масу тіла типового виду C. eocaenus у 340 кг, 600 кг для C. radians і, можливо, до 700 кг для C. proterus і C. lobatus.
Корифодон розвинувся з пізньопалеоценового C. proterus, одного з найбільших знайдених видів. Потім розмір тіла зменшувався, поки C. eocaenus не з'явився (≈ 55.4 Ma), звідки Coryphodon еволюціонував у великий вид C. radians. C. radians, своєю чергою, еволюціонував у два одночасних види, які з'явилися в ранньому еоцені, малий C. armatus і дуже великий C. lobatus. Вважається, що ці зміни в розмірах пов'язані з глобальною зміною клімату, причому мінімальний розмір у родоводі Coryphodon відбувся незабаром після межі палеоцену та еоцену.

## Палеобіологія
Корифодон вів напівводний спосіб життя, ймовірно, жив у болотах, як бегемот, хоча він не був близьким до сучасних бегемотів чи будь-якої іншої тварини, відомої сьогодні. Корифодон мав дуже сильні м'язи шиї та короткі бивні, які, ймовірно, використовувалися для виривання болотних рослин. Інші зуби в роті були придатні для обробки цих рослин.
Скам'янілості, знайдені на острові Елсмір, поблизу Гренландії, показують, що корифодон колись жив там у теплих болотистих лісах величезних дерев, схожих на сучасні кипарисові болота на півдні Америки. Хоча клімат еоцену був значно теплішим, ніж сьогодні, рослини й тварини, що живуть на північ від Полярного кола, все ще переживали місяці повної темряви та 24-годинні літні дні. Ізотопні дослідження зубної емалі показали, що протягом літнього періоду подовженого світлового дня Coryphodon харчувався м'якою рослинністю, такою як квіткові рослини, водні рослини та листя. Однак протягом тривалих періодів темряви, коли фотосинтез рослин був неможливий, Coryphodon переходив на дієту з листя, гілок, вічнозеленої хвої та грибів, організмів та джерел їжі, яким не потрібне світло для росту. Це дослідження не тільки розкриває харчовий діапазон Coryphodon, але також розкриває поведінку північних популяцій, що живуть за Полярним колом. У цьому відношенні корифодон не мігрував на південь і не впадав у сплячку, він просто перемикався між двома сезонними джерелами їжі.
Uhen & Gingerich 1995 помітили статевий диморфізм у Coryphodon: ікла, як правило, або дуже великі, або дуже малі у порівнянні зі щічними зубами, і, порівнюючи із сучасними бегемотами, є підстави припускати, що самці мали більші ікла, ніж самиці.